# Vordingborg (stacja kolejowa)
Vordingborg – stacja kolejowa w Vordingborg, na wyspie Zelandia, w Danii. Stacja posiada 2 perony.